# Деветинци
Деветинци (болг. Деветинци) — село в Бургасской области Болгарии. Входит в состав общины Карнобат. Находится примерно в 13 км к юго-западу от центра города Карнобат и примерно в 53 км к западу от центра города Бургас. По данным переписи населения 2011 года, в селе  проживало 53 человека, преобладающая национальность — болгары.

## Население
| Год     | 1934 | 1946 | 1956 | 1965 | 1975 | 1985 | 1992 | 2001 | 2011 |
| ------- | ---- | ---- | ---- | ---- | ---- | ---- | ---- | ---- | ---- |
| Жителей | 469  | 575  | 570  | 466  | 259  | 171  | 164  | 117  | 53   |

|  |